# Річка Чаплина
Рі́чка Ча́плина — ландшафтний заказник місцевого значення в Україні. Заказник розташований на захід від сіл Зелена Роща та Зелений Гай Васильківського району, включає долину балкового типу малої річки Чаплиної та її правої притоки балки Довгої в їхній середній течії.
Площа 733,25 га, створений у 2009 році.
Під охороною поєднання балкових екосистем — степових, лучно-болотяних та чагарникових. На території заказника зустрічаються рідкісні та цінні види рослин і тварин.

## Галерея

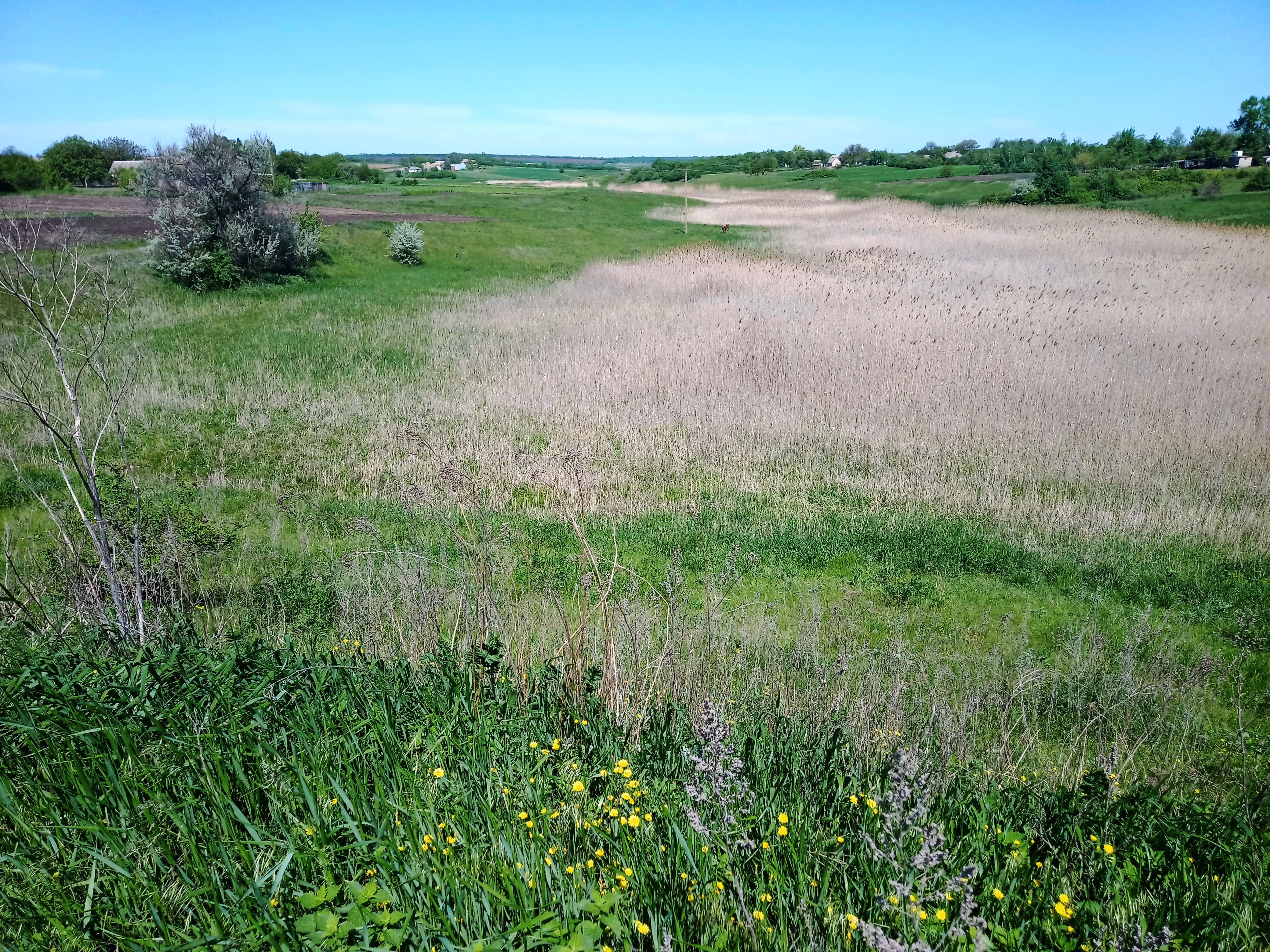
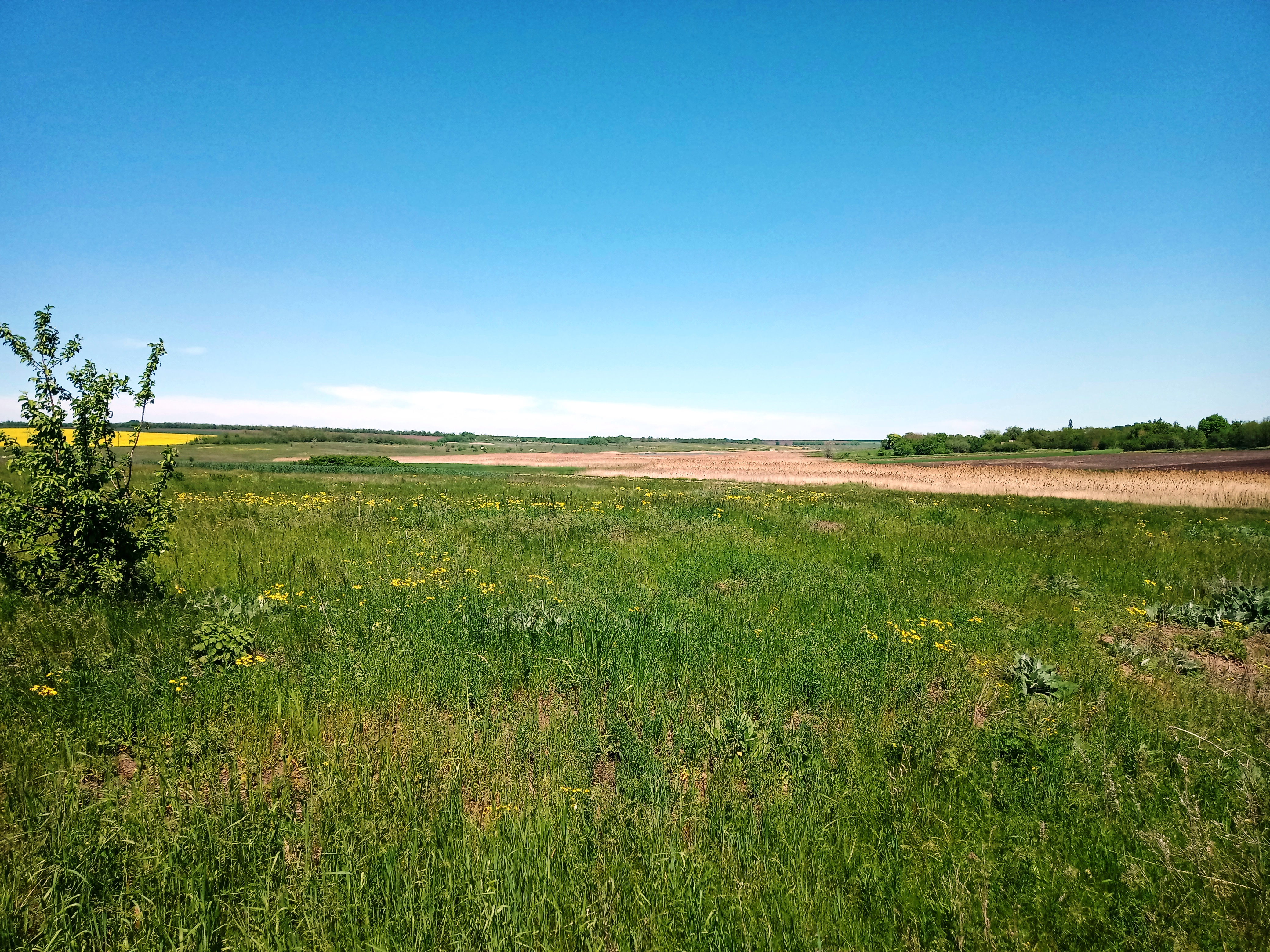
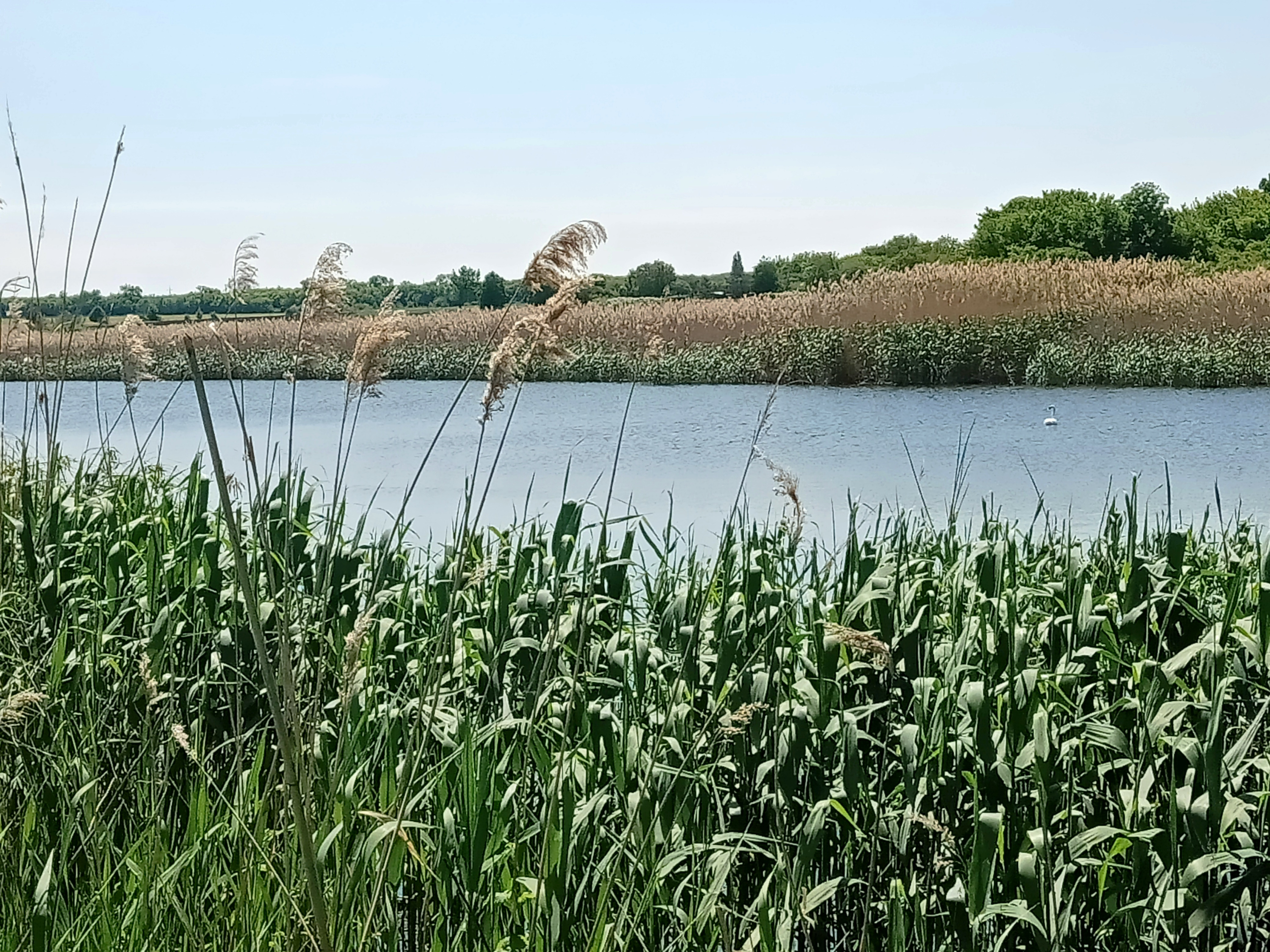
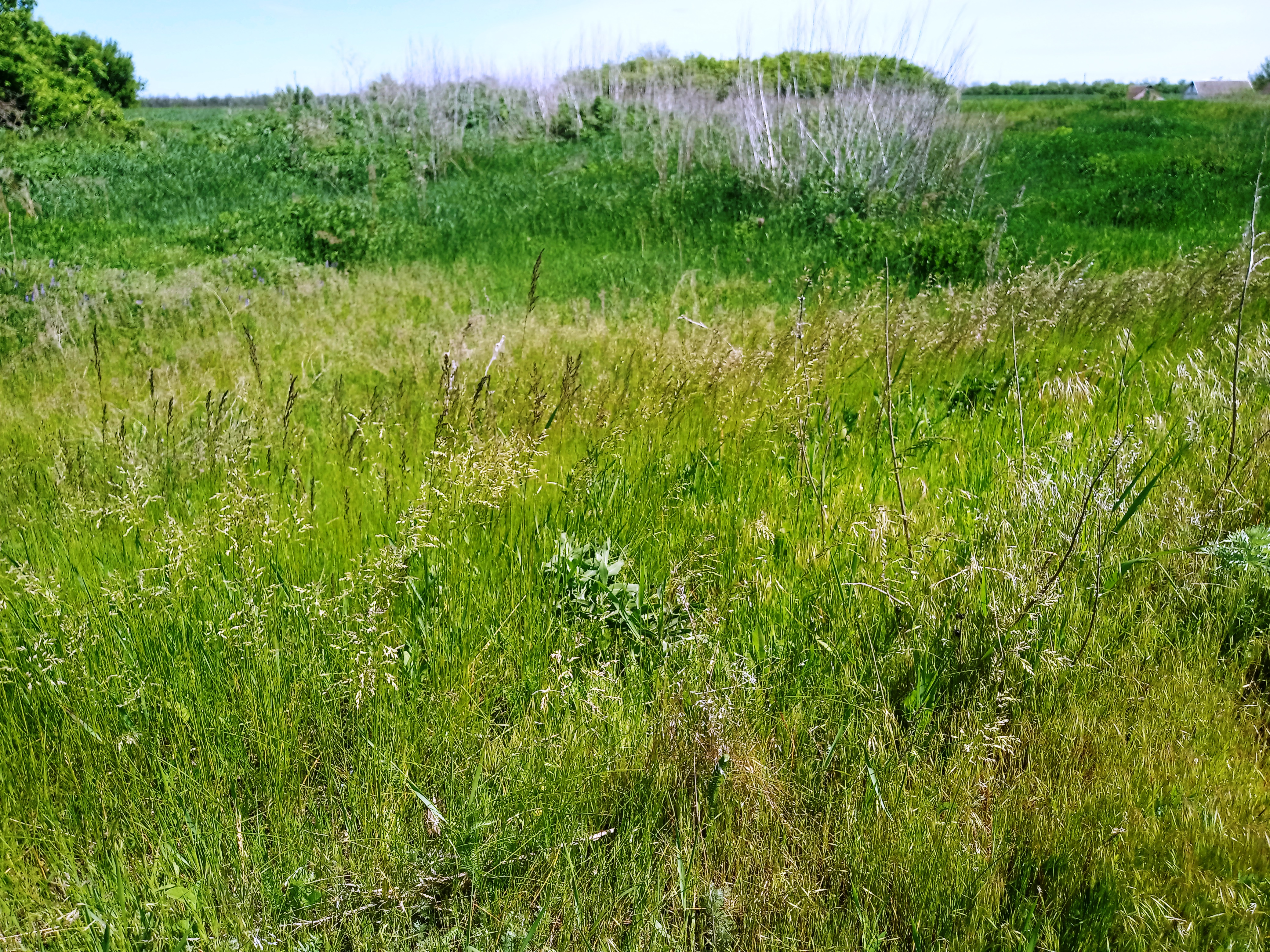
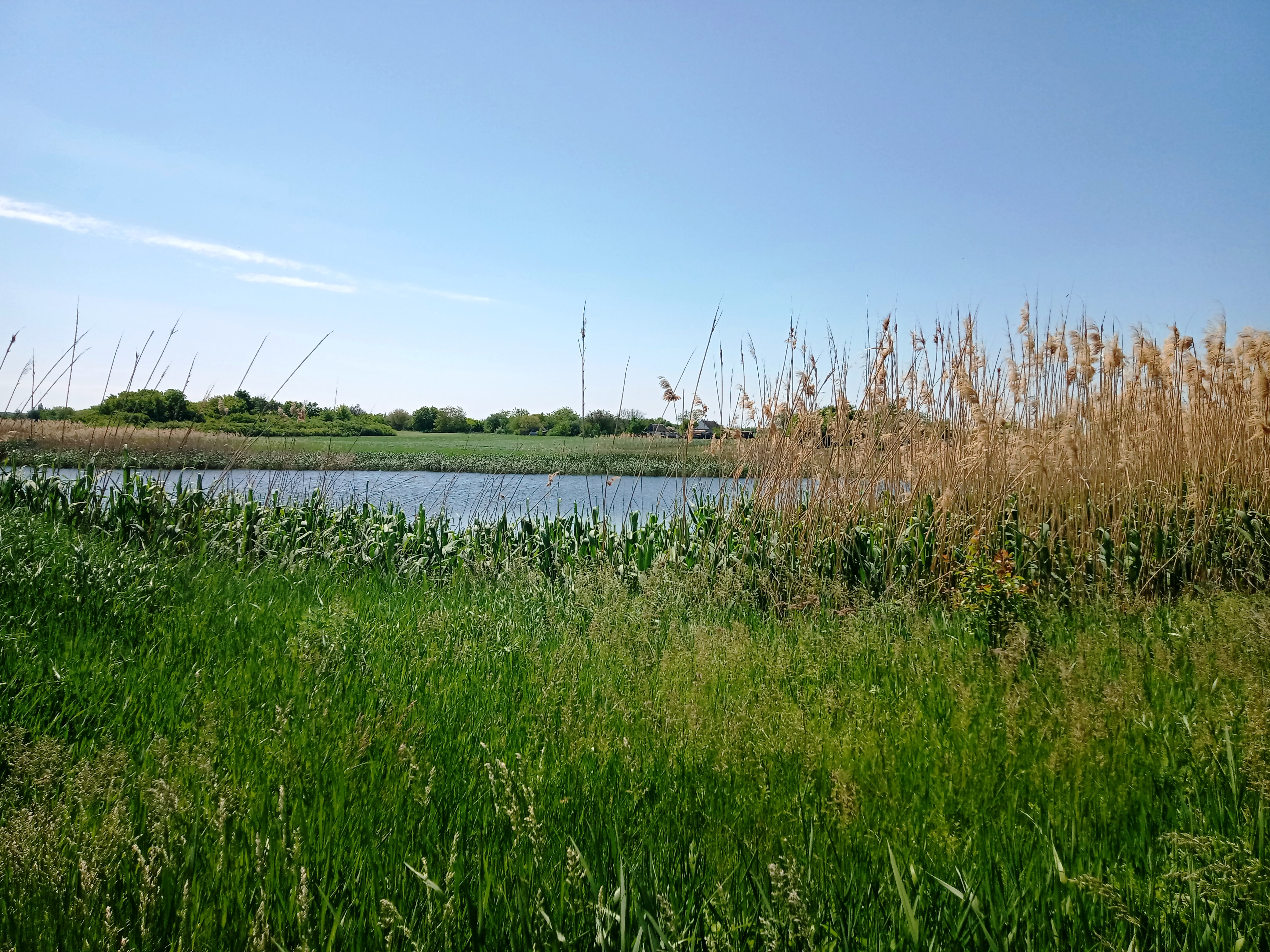
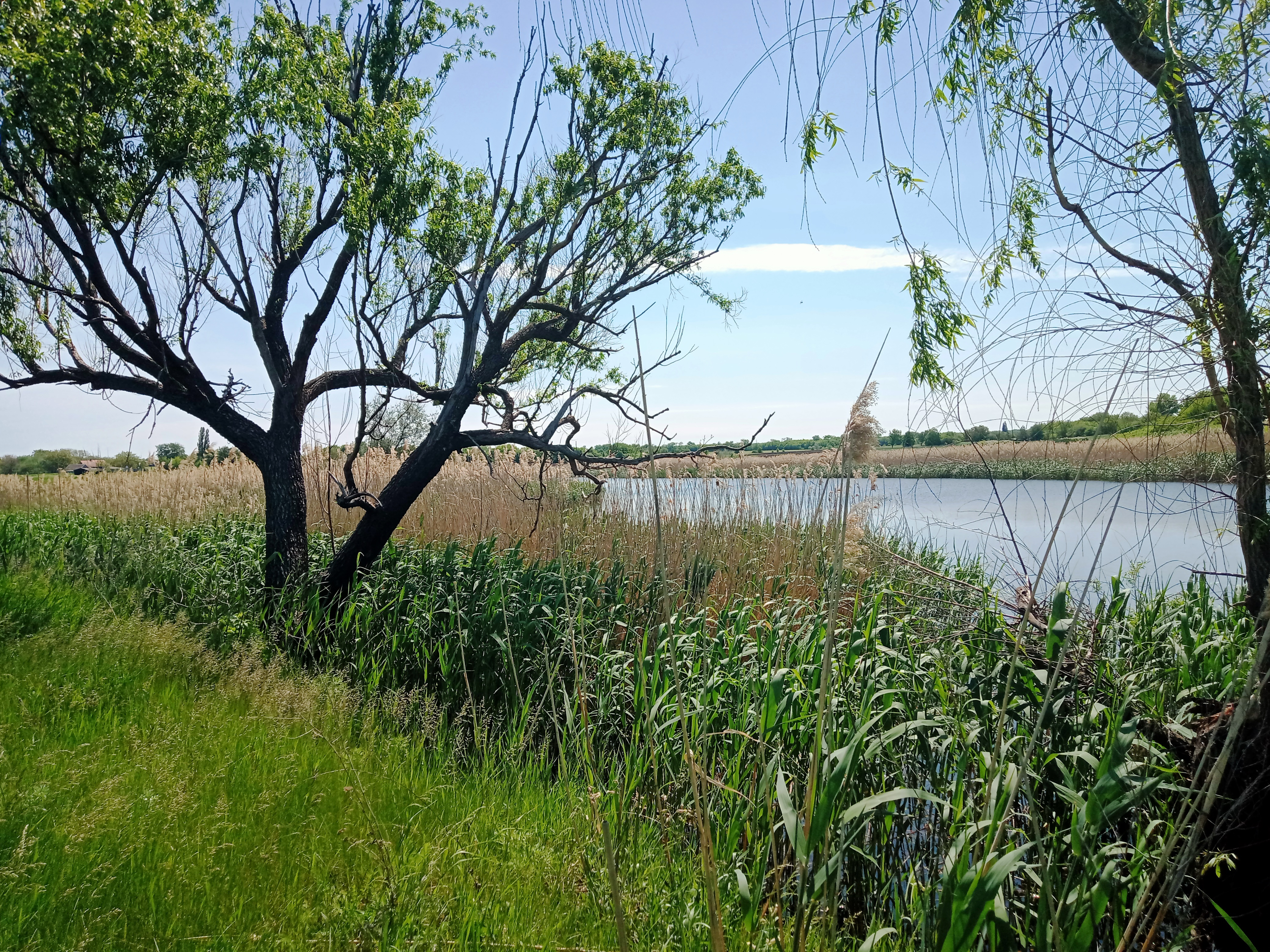